# オルトケイ酸テトラエチル
オルトケイ酸テトラエチル（オルトケイさんテトラエチル）は、化学式がSi(OC2H5)4である化合物であり、英語名のTetraethyl orthosilicateを略して、TEOS(テオス)とも呼ばれる。IUPAC名は、テトラエトキシシラン (英:  tetraethoxysilane) である。この分子は中心のSiO4−
4イオン（オルトケイ酸イオン）にエチル基が4つついた構造をしている。溶液中のイオンとしてはオルトケイ酸イオンは存在せず、TEOSはオルトケイ酸（Si(OH)4）のエチルエステルであるとも解釈できる。消防法による第4類危険物 第2石油類に該当する。
TEOSは正四面体構造をとる。類縁体が数多く存在するが、たいていは四塩化ケイ素のアルコールによる加溶媒分解により合成される。
{\displaystyle {\ce {{SiCl4}+ 4 ROH -> {Si(OR)4}+ 4HCl}}}
ここでRはメチル基、エチル基などのアルキル基。

## 利用
TEOSは主に、シリコーン樹脂の架橋剤として用いられている。また、カーペットなどのコート剤として用いられるほか、エアロゲルを作るのにも使われる。これらの用途は、Si-OR結合の反応性を利用している。

## その他の反応
二酸化ケイ素とエタノールが反応しても、TEOSが生ずる。
また、TEOSは簡単に二酸化ケイ素へと変化させることができるが、この反応は水の付加によって起こる。
{\displaystyle {\ce {Si(OC2H5)4 + 2H2O -> SiO2 + 4C2H5OH}}}
この加水分解反応はゾルゲル法の一例でもあり、エタノールが副生成物である。この反応は、鉱物のようにSi-O-Si結合を持った固体へとTEOS分子が変化し、沈殿する形で進んでいく。反応速度は、触媒として働く酸や塩基の存在によって大きく変化する。
600℃以上の高温下では、TEOSはジエチルエーテルを生成して二酸化ケイ素へと変化する。
{\displaystyle {\ce {Si(OC2H5)4 -> SiO2 + 2O(C2H5)2}}}